# Медитеранско путовање
„Медитеранско путовање” је југословенски ТВ филм из 1962. године.

## Улоге
| Глумац             | Улога |
| ------------------ | ----- |
| Душан Данчуо       |       |
| Драгутин Диклић    |       |
| Нела Ержишник      |       |
| Ђорђе Марјановић   |       |
| Антун Налис        |       |
| Љиљана Петровић    |       |
| Брацо Реис         |       |
| Мира Сањина        |       |
| Миљенко Стамбук    |       |
| Бранка Веселиновић |       |
| Елвира Воћа        |       |
| Вице Вуков         |       |